# 29.10.1977 Göttingen Alte Ziegelei
29.10.1977 Göttingen Alte Ziegelei – płyta zespołu SBB wydana w 2004 roku przez CD-Silesia (a także w 2005 roku przez Metal Mind Productions w wersji poszerzonej o jedno nagranie, odnalezione na innej taśmie już po wydaniu oryginalnej wersji).
Składają się na nią utwory zarejestrowane podczas koncertu w Getyndze, który odbył się podczas niemieckiej trasy zespołu jesienią 1977 roku. Album w pierwotnej wersji miał być dostępny jedynie dla członków oficjalnego fanklubu zespołu.

## Lista utworów
1. Ze słowem biegnę do ciebie – introdukcja – (Skrzek) [04:17]
2. Toczy się koło historii – (Skrzek, Matej) [06:06]
3. Wolność z nami – temat – (Skrzek) [05:11]
4. Światłowód – (Skrzek) [04:40]
5. W kołysce dłoni twych (Pretty Face) – (Skrzek) [10:21]
6. Follow My Dream – instr. – (Skrzek, Antymos, Piotrowski) [09:20]
7. Follow Our Music – bass solo – (Skrzek) [02:53]
8. Odejście – finał – (Skrzek) [02:03]
9. Drums solo – (Piotrowski) [06:21]
10. Freedom With Us – (Skrzek, Milik) [07:35]
11. Wołanie o brzęk szkła – finał – (Skrzek) [06:45]
12. Coda – (Skrzek) [08:24]
13. I Want Somebody – (Skrzek) [05:59] – utwór dodany do albumu w wersji wydanej w 2005 roku przez MMP.

## Twórcy
- Józef Skrzek – wokal, gitara basowa, harmonijka ustna, instrumenty klawiszowe
- Apostolis Anthimos – gitara
- Jerzy Piotrowski – perkusja